# 1724 у літературі

## Книги
- «Роксана» — роман Данієля Дефо.
- «Історія Жиля Блаза із Сантільяни» (фр. Histoire de Gil Blas de Santillane), книги VII—IX — роман Алена Рене Лесажа.
- «Загальна історія грабунків і вбивств, скоєних найвідомішими піратами» (англ. A General History of the Robberies and Murders of the most notorious Pyrates) — книга опублікована під псевдонімом «капітан Чарльз Джонсон». Ймовірно автором є Данієль Дефо.

## Народились
- 22 квітня — Іммануїл Кант німецький філософ.
- 2 липня — Фрідріх Готліб Клопшток, німецький поет.

## Померли
- 1 січня — Чарльз Гілдон, англійський письменник, критик, драматург.